# Liu Xianying
Liu Xianying, född 8 juli 1977 i Jilin, är en kinesisk skidskytt. Hon har deltagit i Vinter-OS 1998, 2002 och 2006. I VM har hon som bäst ett silver. I världscupen har hon kommit som bäst tvåa, två gånger.